# Goudbandhoningzuiger
De goudbandhoningzuiger (Anthreptes rectirostris), of geelkinhoningzuiger, is een zangvogel uit de familie Nectariniidae (honingzuigers).

## Verspreiding en leefgebied
Van Sierra Leone tot Ghana.